# Erworbene isolierte aplastische Anämie
Pure Red Cell Aplasia (engl.: Aplasie der roten Blutkörperchen, PRCA) oder isolierte aplastische Anämie bzw. Erythroblastopenie ist eine Anämie, die durch die Zerstörung oder fehlende Neubildung der Erythroblasten im Knochenmark entsteht. Sie kann angeboren oder erworben sein. Heute wird die angeborene PRCA zumeist als Diamond-Blackfan-Syndrom (siehe dort) bezeichnet, während die Abkürzung PRCA zumeist für die erworbene Form benutzt wird.

## Ursachen
Die erworbene PRCA wird von vielen Klinikern als eine Autoimmunerkrankung angesehen. Sie tritt häufig gleichzeitig mit anderen Autoimmunerkrankungen, wie zum Beispiel Lupus erythematodes, oder Thymomen auf. Zusätzlich kann PRCA als Folge einer Virusinfektion auftreten, wie zum Beispiel mit Parvovirus B19 (insbesondere bei Kindern), HIV, Herpes-simplex-Viren sowie bei der Virushepatitis. PRCA tritt auch häufig im Zusammenhang mit immun-vermittelten Knochenmark-Erkrankungen auf, wie beispielsweise der Aplastischen Anämie und der T-LGL-Zell-Leukämie. Als Ursachen werden demnach Autoantikörper, autoimmune T-Zellen oder Medikamente (z. B. Erythropoetin oder Mycophenolat-Mofetil) vermutet, die ihrerseits häufig zur Entstehung von Autoantikörpern führen.
PRCA kann auch als eine immunohämatologische Komplikation einer Graft-versus-Host-Reaktion nach einer Stammzelltransplantation auftreten. Wie bei vielen Bluterkrankungen ist in einer Anzahl der Fälle die Ursache jedoch unbekannt (idiopathisch).

## Behandlung
PRCA-Patienten sprechen gut auf eine Behandlung mit Immunsuppressiva (zum Beispiel Ciclosporin oder Rituximab), was die Hypothese bekräftigt, dass es sich hierbei um eine Autoimmunerkrankung handelt.

## Komplikationen
Die im Verlauf der Krankheit auftretenden Komplikationen sind Blutungen und häufig der Übergang in eine aplastische Anämie. Es wird angenommen, dass PRCA als Symptom einer (möglicherweise noch nicht erkannten) aplastischen Anämie auftritt.

## Geschichtliches
Die Erstbeschreibung der erworbenen PRCA erfolgte durch Paul Kaznelson im Jahre 1922. Die Erstbeschreibung der angeborenen PRCA geht auf Louis Diamond und Kenneth Blackfan zurück.